# 髙橋洋
髙橋 洋（たかはし よう、旧芸名：高橋洋、1972年9月5日 - ）は、日本の俳優。大阪府出身。プレイヤーズエージェンシー所属。早稲田大学社会科学部卒業。東京オレンジ、ニナガワ・スタジオ出身。

## 来歴・人物
- 1992年、早稲田大学在学中、東京オレンジに入団。いくつかの舞台に出演する。
- 大学卒業後の1997年、蜷川幸雄のニナガワカンパニー・ダッシュ（現ニナガワ・スタジオ）に入団。
- 2001年、『真情あふるる軽薄さ2001』にて、降板した萩原聖人の代わりに急遽主役を演じ、演劇界で注目されるようになる[要出典]。
- 2008年、ニナガワ・スタジオを退団。以降は映像中心に活動している。
- 2018年、6年半所属したオフィス北野を退社、5月からケイファクトリーに所属。
- 2025年4月1日、ケイファクトリーからプレイヤーズエージェンシーに移籍[1]。

## 出演

### 舞台
東京オレンジ
- マングローブ（早大劇研大隈講堂裏特設テント、1992年9月23日 - 27日） - マッドメンズ 役
- ウミガドウミエル（早大劇研大隈講堂裏特設テント、1993年5月24日 - 28日） - テル/フリークスA 役
- 楽しい終末（早大劇研アトリエ、1993年12月18日 - 23日） - 白服2 役

ニナガワ・スタジオ
- ロミオとジュリエット（1998年） - バルサザー/モンタギュー家若者 役
- 王女メディア（1998年） - コロス 役
- 1998・待つ（1998年） - 青年/ラスコルニコフ 役
- にごり江（1998年） - 吉三 役
- かもめ（1999年） - トレープレフ 役
- 血の婚礼（1999年） - トランシーバー少年 役
- パンドラの鐘（1999年） - オズ 役
- 三人姉妹（1999年） - トゥーゼンバッハ 役
- 近代能楽集〜卒塔婆小町〜（2000年、2005年） - 詩人 役
- 真情あふるる軽薄さ2001（2001年） - 青年 役(主演)
- マクベス（2001年） - マルカム 役
- 桜の園（2003年） - トロフィーモフ 役
- ハムレット（2003年） - ホレイシオ 役
- タイタス・アンドロニカス（2004年） - カイロン 役
- オイディプス王（2004年） - コロス 役
- お気に召すまま（2004年、2007年） - ジェイクイズ 役
- ロミオとジュリエット（2004年） - マキューシオ 役
- 幻に心もそぞろ狂おしのわれら将門（2005年） - 豊田郷ノ五郎 役
- KITCHEN（2005年） - ポール 役
- 天保十二年のシェイクスピア（2005年） - 左吉 役
- 間違いの喜劇（2006年） - ドローミオ兄/弟 二役
- 白夜の女騎士（2006年） - ライト弟(巨人2) 役
- あわれ彼女は娼婦（2006年） - バーゲット 役
- タンゴ・冬の終わりに（2006年） - 清村重雄 役
- 恋の骨折り損（2007年） - ビローン 役
- オセロー（2007年） - イアゴー 役
- リア王（2008年） - エドガー 役
- 道元の冒険（2008年） - 義尹 (後鳥羽上皇第三皇子，道元の秘書役) に扮する男 / 鷹司兼平 役 他

ニナガワ・スタジオ以降
- 青山真治・演出「私のなかの悪魔」ストリンドベリ作「債鬼」より（あうるすぽっと、2013年3月25日 - 31日） - 画家 役
- 栗山民也・演出「アドルフに告ぐ」（KAAT神奈川芸術劇場ほか、2015年6月3日 - 7月4日） - アドルフ・ヒトラー 役
- 青山真治×古典プロジェクト「フェードル」(東京芸術劇場シアターウエスト、2015年12月4日 - 13日） - テラメーヌ 役
- 森新太郎・演出「CRESSIDA」(シアタートラムほか、2016年9月4日 - 10月9日） - リチャード・ロビンソン 役／頭に来た亭主 役
- スーパー歌舞伎Ⅱ『オグリ』（新橋演舞場2019年10-11月、博多座2020年2月、京都南座2020年3月）- 横山家継／鬼頭長官 役
- PARCO劇場オープニング・シリーズ『藪原検校』（2021年2月10日 - 3月7日 PARCO劇場、3月9日 - 10日 日本特殊陶業市民会館 ビレッジホール、3月13日 - 14日 こまつ芸術劇場・うらら、3月18日 - 21日 京都芸術劇場 春秋座、井上ひさし作、杉原邦生演出） - 佐久間検校 役、水戸東照宮の宮司 役、日本橋下の魚売り 役、若い座頭 役、江戸座頭・伊豆の市 役、初代藪原検校 役、他
- 音楽朗読劇「フェルメール・ブルー」（TOKYO FM HALL、2022年8月4日） - アーブラハム・ブレディウス 役
- シークレットライフ - Secret Life of Humans-（2025年3月28日 - 4月13日、シアタートラム / 4月18日 - 20日、梅田芸術劇場 シアター・ドラマシティ） - ブルーノ・ブロノフスキー 役[2]

### テレビドラマ
- SP 警視庁警備部警護課第四係 第8話（2007年12月22日、フジテレビ） - 佐伯 役
- ガリレオΦ（エピソードゼロ）（2008年10月4日、フジテレビ） - 岡部 役
- 幼獣マメシバシリーズ（東名阪ネット6ほか） - 財部陽介 役
  - 幼獣マメシバ（2009年1月 - 3月）
  - マメシバ一郎（2011年10月 - 12月）
  - マメシバ一郎 フーテンの芝二郎（2012年10月 - 12月）
  - 幼獣マメシバ 望郷篇（2014年7月 - 9月）
- RESCUE〜特別高度救助隊（2009年1月24日 - 3月21日、TBS） - 佃陽平 役
- 妄想姉妹〜文學という名のもとに〜 第5話（2009年2月15日、日本テレビ） - 高村光太郎 役
- 金曜プレステージ 西村京太郎サスペンス 十津川刑事の肖像シリーズ（フジテレビ） - 深見建一 役
  - 西村京太郎サスペンス 十津川刑事の肖像 人捜しゲーム（2009年5月8日）
  - 西村京太郎サスペンス 十津川刑事の肖像2 一千三百万人誘拐計画（2010年6月4日）
  - 西村京太郎サスペンス 十津川刑事の肖像3「危険な判決」（2010年10月15日）
- スマイル 第5話・第6話（2009年5月15日・22日、TBS） - 佐原明夫 役
- 橋田壽賀子ドラマ となりの芝生 第8回（2009年8月19日、TBS） - 川野の部下 役
- 宿命 1969-2010 -ワンス・アポン・ア・タイム・イン・東京- 第1話 - 第7話（2010年1月15日 - 3月5日、ABCテレビ・テレビ朝日系） - 佐藤主査（財務省若手官僚） 役
- 新・警視庁捜査一課9係 season2 第6話（2010年8月4日、テレビ朝日） - 田所誠 役
- 青山ワンセグ開発 メタロー ～きおくころころ～ 第1話・最終話（2012年9月7日・21日、NHK Eテレ）
- 連続ドラマW ヒトリシズカ 第四話（2012年11月11日、WOWOW） - 杉野 役
- 捜査地図の女 最終回（2012年12月6日、テレビ朝日） - 三輪徹 役
- カウンターのふたり 第17話「アニバーサリー」（2013年2月22日、BS12ch TwellV） - 水谷将也 役
- 確証〜警視庁捜査3課 第5話・第6話（2013年5月13日・20日、TBS） - 中森洋介 役
- 半沢直樹 第6話（2013年8月25日、TBS） - 時枝孝弘 役
- 孤独のグルメ Season3 第12話 （2013年9月25日、テレビ東京） - サラリーマン客 役
- 相棒 Season12 第9話「かもめが死んだ日」（2013年12月11日、テレビ朝日） - 酒田鉄平 役
- 松本清張 黒い福音〜国際線スチュワーデス殺人事件〜（2014年1月19日、テレビ朝日） - 中田周平 役
- 夜のせんせい 第2話（2014年1月24日、TBS） - 谷川 役
- トクボウ 警察庁特殊防犯課 第1話（2014年4月3日、読売テレビ・日本テレビ系） - 国立健次 役
- SMOKING GUN〜決定的証拠〜 第3話（2014年4月23日、フジテレビ） - 水野利明 役
- ルーズヴェルト・ゲーム 第2話・第6話（2014年5月4日・6月1日、TBS） - 西藤信也 役
- 連続ドラマW モザイクジャパン 第四話・最終話（2014年6月8日・15日、WOWOW） - 刑事 役
- 東京スカーレット〜警視庁NS係 第2話（2014年7月22日、TBS） - 夢野圭一郎 役
- HERO 第2期 第6話（2014年8月18日、フジテレビ） - 早田稔 役
- 24時間テレビスペシャルドラマ「はなちゃんのみそ汁」（2014年8月30日、日本テレビ） - 遠藤真二 役
- すべてがFになる 第3話・第4話（2014年11月4日・11日、フジテレビ） - 香山多可志 役
- 玉川区役所 OF THE DEAD 第9話（2014年11月29日、テレビ東京） - 泉和真 役
- 女はそれを許さない 第8話（2014年12月9日、TBS） - 小坂貴宏 役
- 流星ワゴン（2015年1月18日 - 3月22日、TBS） - 永田伸之 役
- 天使と悪魔-未解決事件匿名交渉課- CASE 3（2015年4月25日、テレビ朝日） - 柴田安則 役
- 連続ドラマW 予告犯 -THE PAIN- 第2話 - 最終話（2015年6月14日 - 7月5日、WOWOW）
- コウノドリ 第6話・第8話（2015年11月20日・12月4日、TBS） - 岸田秀典 役
  - コウノドリ 第2シリーズ 第9話（2017年11月24日）
- 赤めだか（2015年12月28日、TBS） - アシスタントプロデューサー・幾島 役
- 新春ドラマスペシャル 坊っちゃん（2016年1月3日、フジテレビ） - 漢学 役
- 連続ドラマW メガバンク最終決戦（2016年2月14日 - 3月20日、WOWOW） - 小堀栄治 役
- ゆとりですがなにか（2016年4月17日 - 6月19日、日本テレビ） - 坂間宗貴 役
  - ゆとりですがなにか 純米吟醸純情編（2017年7月2日・9日）
- 連続ドラマW 沈まぬ太陽 第2部 第12話（2016年7月31日、WOWOW） - 浩二 役
- 弱虫ペダル 第1話（2016年8月26日、BSスカパー!） - 高橋 役
- 連続ドラマW ヒポクラテスの誓い 第一話（2016年10月2日、WOWOW） - 篠田雄作 役
- 逃げるは恥だが役に立つ（2016年10月11日 - 12月20日、TBS） - 竹中道彦 役
- 山女日記〜女たちは頂を目指して〜 第5回 - 最終回（2016年12月4日 - 18日、NHK BSプレミアム） - 天野徹 役
- 連続ドラマW コールドケース 〜真実の扉〜 最終話（2016年12月24日、WOWOW） - 遠藤 役
- 人形佐七捕物帳 第十一夜（2017年3月7日、BSジャパン） - 高田新兵衛 役
- 連続ドラマW 銭形警部 漆黒の犯罪ファイル 第3話（2017年3月5日、WOWOW） - 久田和志 役
- 二夜連続ドラマスペシャル アガサ・クリスティ そして誰もいなくなった 第二夜（2017年3月26日、テレビ朝日） - 香月新介 役
- この世にたやすい仕事はない 第5回・第6回（2017年5月4日・11日、NHK BSプレミアム） - 盛永 役
- コードネームミラージュ Episode07 - Episode09（2017年5月20日 - 6月3日、テレビ東京） - ハブ 役
- 小さな巨人 第9話・最終話（2017年6月11日・18日、TBS） - 松山義則 役
- 連続ドラマW アキラとあきら 第2話・第3話（2017年7月16日・23日、WOWOW） - 上原俊充 役
- 警視庁ゼロ係〜生活安全課なんでも相談室〜 SECOND SEASON 第6話（2017年9月1日、テレビ東京） - 塚本英治 役
- 警視庁いきもの係 第9話・最終話（2017年9月3日・10日、フジテレビ） - 今尾正貴 役
- オトナ高校 第2話・第3話、第6話（2017年10月21日・28日・11月25日、テレビ朝日） - 白鳥光一 役
- BORDER 贖罪（2017年10月29日、テレビ朝日） - 山崎順治 役
- 今からあなたを脅迫します 第6話（2017年11月26日、日本テレビ） - 佐々木貴也 役
- DOCTORS〜最強の名医〜 新春スペシャル 2018（2018年1月4日、テレビ朝日） - 小松川弘 役
- anone 第2話（2018年1月17日、日本テレビ） - ラーメン屋店員 役
- バイプレイヤーズ 〜もしも名脇役がテレ東朝ドラで無人島生活したら〜（2018年2月7日 - 3月7日、テレビ東京） - 「しまっこさん」監督 役
- ヘッドハンター 第1話（2018年4月16日、テレビ東京） - 高杉 役
- ブラックペアン 第8話 - 最終話（2018年6月10日 - 24日、TBS） - 坂口克也 役
- コード・ブルー -もう一つの日常- 第1話（2018年7月24日、フジテレビ） - 晃太の父 役
- グッド・ドクター 第3話（2018年7月26日、フジテレビ） - 市川英雄 役
- ドクターY〜外科医・加地秀樹〜（2018年10月5日、テレビ朝日） - 藤枝英二郎 役
- 僕らは奇跡でできている 第4話（2018年10月30日、カンテレ・フジテレビ系） - 新庄徹 役
- 主婦カツ! 第6回（2018年11月11日、NHK BSプレミアム） - 善川英司 役
- SUITS/スーツ 第7話（2018年11月19日、フジテレビ） - 桜庭庸司 役
- ドロ刑 -警視庁捜査三課- 最終話（2018年12月15日、日本テレビ） - 近藤健二 役
- 直撃!シンソウ坂上SP「元号をとれ！」（2019年1月10日、フジテレビ） - 藤木良彦 役
- 初めて恋をした日に読む話（2019年1月15日 - 3月19日、TBS） - 勅使河原勉 役
- 大河ドラマ いだてん〜東京オリムピック噺〜 第7回 - 第9回、第12回・第13回（2019年2月17日 - 3月3日、3月24日・31日、NHK） - 池部重行 役
- テレビ東京開局55周年特別企画 ドラマスペシャル 二つの祖国 後篇（2019年3月24日、テレビ東京） - 山崎総一郎 役
- 緊急取調室 3rd SEASON 第1話（2019年4月11日、テレビ朝日） - 藤沢啓介 役
- 集団左遷!! 第8話（2019年6月9日、TBS） - 吉本耕三 役
- これは経費で落ちません!（2019年7月26日 - 9月27日、NHK総合） - 鎌本義和 役
- リーガル・ハート 〜いのちの再建弁護士〜 第4話（2019年8月12日、テレビ東京） - 田代 役
- ドラマスペシャル あの家に暮らす四人の女（2019年9月30日、テレビ東京） - 平井 役
- アライブ がん専門医のカルテ 第1話・第5話・第9話（2020年1月9日・2月6日・3月5日、フジテレビ） - 前園敬之 役
- 月曜プレミア8（テレビ東京）
  - 作家刑事 毒島真理（2020年11月30日） - 天童九一郎 役
  - 脳科学弁護士 海堂梓 ダウト（2021年4月12日） - 卜部透 役
- 監察医 朝顔 新春SP（2021年1月11日、フジテレビ） - 安西武志 役
- ソロ活女子のススメ 第9話（2021年5月29日、テレビ東京） - 寿司屋店主 役
- ラジエーションハウスII～放射線科の診断レポート～ 第1話（2021年10月4日、フジテレビ） - 医師 役
- ドクターX〜外科医・大門未知子〜 第7シリーズ ope.7（2021年11月25日、テレビ朝日） - 向島太一 役
- 生きて、ふたたび 保護司・深谷善輔 第2話 - 第4話（2021年12月5日 - 19日、NHK BSプレミアム） - 福島和之 役
- 元彼の遺言状 第5話（2022年5月9日、フジテレビ） - 庄司健介 役[3]
- 17才の帝国 第3話 - 最終話（2022年5月21日 - 6月4日、NHK総合） - 白井柊吾 役
- カナカナ 第23回・第27回（2022年6月22日・29日、NHK総合） - 佳奈花の父 役
- 純愛ディソナンス 第3話 - 最終話（2022年7月28日 - 9月22日、フジテレビ） - 色部マネージャー 役
- 連続ドラマW HOTEL -NEXT DOOR- 第4話（2022年10月1日、WOWOW） - 相原武 役[4]
- 連続ドラマW シャイロックの子供たち（2022年10月16日 - 11月6日、WOWOW） - 西木良介 役
- 女神の教室〜リーガル青春白書〜 第8話（2023年2月27日、フジテレビ） - 加藤正則 役
- Dr.チョコレート 第9話（2023年6月17日、日本テレビ） - 阿達 役
- ブラックファミリア〜新堂家の復讐〜 第1話、第3話・第4話（2023年10月6日・19日・26日、読売テレビ・日本テレビ系） - 蒲田秘書 役
- 義母と娘のブルースFINAL 2024年謹賀新年スペシャル（2024年1月2日、TBS） - 面接官 役
- 日本テレビ開局70年スペシャルドラマ「テレビ報道記者〜ニュースをつないだ女たち〜」（2024年3月5日、日本テレビ） - 田村 役
- 花咲舞が黙ってない 第3シリーズ 第5話（2024年5月11日、日本テレビ） - 八坂剛 役[5]
- 私をもらって 〜追憶編〜 第1話、第4話・第5話、第7話（2024年7月6日・27日・8月3日・24日、日本テレビ） - スーさん 役[6]
  - 私をもらって 〜恋路編〜（2024年11月30日 - 2025年2月1日、日本テレビ）
- 相続探偵 第4話・第5話（2025年2月15日・22日、日本テレビ） - 長谷川晴生 役[7]

### 配信ドラマ
- 福家堂本舗–KYOTO LOVE STORY– episode11（2016年12月21日、Amazonプライム・ビデオ） - 宮迫信二 役
- ドクターY〜外科医・加地秀樹〜（2018年9月15日 - 29日、auビデオパス・テレ朝動画） - 藤枝英二郎 役
- SPECサーガ黎明篇「Knockin’on 冷泉’s SPEC Door」〜絶対預言者 冷泉俊明が守りたかった幸福の欠片〜（2021年2月18日 - 3月18日、Paravi） - 跡見雙葉 役
- 私が獣になった夜～好きになっちゃいけない～ 第1話（2022年3月24日、ABEMAプレミアム） - 智司 役
- 九ちゃんの断罪（2025年1月30日、Vigloo） - 相馬真太郎 役[8]

### 映画
- 幼獣マメシバ（2009年6月13日、AMGエンタテインメント） - 財部陽介 役
- さよなら夏休み（2010年11月13日、ゴー・シネマ）
- 東京公園（2011年6月18日、ショウゲート） - 初島隆史 役
- マメシバ一郎3D（2012年2月4日、AMGエンタテインメント） - 財部陽介 役
- セカンドバージンの女 通り雨（2012年6月30日、アルゴ・ピクチャーズ）
- マメシバ一郎 フーテンの芝二郎（2013年2月9日、AMGエンタテインメント） - 財部陽介 役
- 桜並木の満開の下に（2013年4月13日、東京テアトル / オフィス北野） - 佐生研次 役
- 恋につきもの 「恋につきもの」（2014年4月12日、東京藝術大学大学院映像研究科） - 光多朗 役
- 幼獣マメシバ 望郷篇（2014年9月20日、AMGエンタテインメント） - 財部陽介 役
- 風邪（2014年9月27日、チャンスイン）
- 小川町セレナーデ（2014年10月4日、アイエス・フィールド） - 真下 役
- FUGAKU2/かもめ The Shots（2015年3月6日 - 8日、たまふぃるむ2015にて上映） - トリゴーリン 役
- 天の茶助（2015年6月27日、松竹メディア事業部 / オフィス北野）
- 岸辺の旅（2015年10月1日、ショウゲート） - 駅員 役
- 人生の約束（2016年1月9日、東宝） - 社員 役
- アイアムアヒーロー（2016年4月23日、東宝）
- 泣き虫ピエロの結婚式（2016年9月24日、スールキートス） - 鈴鹿晴彦 役
- はるねこ（2016年12月17日、Miner League） - 菅原 役
- 愚行録（2017年2月18日、ワーナー・ブラザース映画 / オフィス北野） - 武志の上司 役
- ひるなかの流星（2017年3月24日、東宝） - すずめの父親 役
- 馬の骨（2018年6月2日、オフィス桐生） - 相沢 役
- 私の人生なのに（2018年7月14日、プレシディオ） - 金城義男 役
- ビブリア古書堂の事件手帖（2018年11月1日、20世紀フォックス映画 / KADOKAWA） - 五浦政光 役
- 惡の華（2019年9月27日、ファントム・フィルム）
- RUN!-3films-「ACTOR」（2019年11月2日、ムービー・アクト・プロジェクト） - 広告代理店 役
- 空に住む（2020年10月23日、アスミック・エース） - 柏木 役[9]
- 無頼（2020年12月12日、チッチオフィルム）
- ゾン100〜ゾンビになるまでにしたい100のこと〜（2023年8月3日、Netflix） - 香坂三喜男 役[10]
- ゆとりですがなにか インターナショナル（2023年10月13日、東宝） - 坂間宗貴 役[11]
- 敵（2025年1月17日、ハピネットファントム・スタジオ / ギークピクチュアズ） - 望月 役[12]
- 僕らは人生で一回だけ魔法が使える（2025年2月21日、ポニーキャニオン） - タカシ 役[13]

### CM
- アサヒグループ食品 ミンティア「カタカナ会議」篇（2017年6月3日 - ）
- ホクト ホクトプレミアム 霜降りひらたけ
  - 「大人のきのこ ステーキ」篇（2018年9月10日 - ）
  - 「大人のきのこ 素焼き」篇（2019年3月20日 - ）
- アクサ生命保険「人生の答えあわせ」篇（2022年3月4日 - ）
- グロービア フェルガード「夫のエピソード」篇、「妻のエピソード」篇（2024年12月1日 - ） - 夫 役

### ラジオドラマ
- FMシアター（NHK-FM）
  - 「ティティヴィルスの見えない蜂」（2016年4月9日） - 須賀 役
  - 「また逢う日のうた」（2016年12月3日） - 辰雄 役

### ナレーション
- WOWOWライブ ミュージカル『テニスの王子様』3rdシーズン 青学vs氷帝 誕生と卒業の舞台裏（2016年11月14日、WOWOW）

### DVD
- HKT48 092 アルバム特典映像 短編映画企画「東映 presents HKT48×48人の映画監督たち」 TypeD:本村碧唯×原桂之介監督『2017:A GOD HORROR 神様ホラー:相対的に見れば「人間コメディ」である事の証明』（2017年12月27日、ユニバーサル ミュージック）